# Marmornectes candrewi
Il marmornecte (Marmornectes candrewi) è un rettile marino estinto, appartenente ai plesiosauri. Visse nel Giurassico medio (Calloviano, circa 165 milioni di anni fa) e i suoi resti fossili sono stati ritrovati in Inghilterra.

## Descrizione
Questo rettile marino è conosciuto per uno scheletro parziale articolato, con tanto di cranio, che ha permesso di ricostruire un animale lungo circa 3,5 metri. Il cranio era allungato e stretto, dotato di una dentatura costituita da numerosi denti aguzzi e conici. Il corpo tozzo era circondato da quattro arti simili a pinne, mentre il collo era piuttosto corto. L'aspetto doveva essere molto simile al ben noto Peloneustes.

## Classificazione
Marmornectes è stato descritto per la prima volta nel 2011, sulla base di uno scheletro ritrovato nel 1998 nella subzona ad ammonoidi Sigaloceras enodatum, nel Peterborough Member della formazione Oxford Clay (Calloviano inferiore), presso la località di Quest Pit ad est di Stewartby. 
La completezza dei resti di Marmornectes ha permesso agli studiosi di classificare dettagliatamente l'animale: il muso allungato (longirostre), insieme ad altre caratteristiche (autapomorfie), indicano che questo animale era un membro basale dei pliosauridi, un gruppo di plesiosauri a collo corto diffusi fin dal Giurassico inferiore. Nello studio (Ketchum e Benson, 2011) Marmornectes viene collocato tra i più basali pliosauri del Giurassico medio, e viene anche illustrata un'analisi cladistica nella quale i pliosauri primitivi (Thalassiodracon, Hauffiosaurus, Attenborosaurus) vengono visti come forme via via più derivate; ciò indica che il tipico muso longirostre dei pliosauri si sviluppò nel corso del Giurassico inferiore, ma questi esemplari erano ancora di piccola taglia se raffrontati ai contemporanei romaleosauridi. La linea evolutiva dei pliosauridi aumentò le dimensioni solo quando i romaleosauridi si estinsero, alla fine del Giurassico medio.

## Significato del nome
Il nome generico Marmornectes deriva dalla parola latina marmor ("marmo") e da quella greca nectes ("nuotatore"), mentre l'epiteto specifico, candrewi, è in onore di Chris Andrew, che rinvenne l'unico esemplare conosciuto e lo donò al Bedford Museum nel 1998.